# Velodrom Louny
Velodrom Louny stojí v severozápadní části Loun poblíž Ohře v areálu sportovišť.

## Historie
Roku 1941 uvažoval Český klub velocipedistů Louny vybudovat v opuštěné cihelně v místech současného Tyršova náměstí cyklistickou dráhu dlouhou 330–400 metrů. Nepodařilo se mu však získat potřebné povolení ke stavbě.
Roku 1950 přesvědčil cyklista Josef Klobása městský úřad, aby byl velodrom založen na bývalém hřišti SK Louny, kam se poté začal navážet materiál pro rozšíření hledště. Podkladem pro stavbu původně hliněné dráhy se stal komunální odpad, popel z domácností nebo materiál z výkopů a bouraček, práci provedli převážně ručně brigádníci z řad cyklistů. V hlíně také vznikly klopené zatáčky a rovinky s náklonem 15°. Roku 1955 byla postavena u jedné zatáčky opěrná zeď kvůli špatně situované navážce. O rok později se na dráze uskutečnily první závody a konalo se zde mistrovství ČSR na kilometr s pevným startem.
Roku 1957 se špatně udržovatelná hliněná dráha začala přestavovat na dráhu betonovou klopenou; první závody se na novém velodromu konaly 10. května 1958. Další drobná úprava proběhla roku 1990.

## Turismus
Sportovním areálem vede modře značená turistická trasa  1610 z Loun do Bečova a odbočuje sem cyklostezka 232.

## Zajímavosti
Natáčely se zde některé scény filmu Zátopek režiséra Davida Ondříčka (2021).